# Timerjovo
Timerjevo är en arkeologisk utgrävningsplats i norra Ryssland. Bland de arkeologiska fynden finns rester av bosättningar och gravar. Arkeologiska fynd av skandinavisk (nordisk) och slavisk karaktär har gjorts.
Lokalen täcker en yta om ca fem hektar och har förmodligen varit bedodd av Varjagerna. Lokalen hör sannolikt samman med en större basboplats vid Sarskoje Gorodisjtje i närheten av Rostov. På platsen har man påträffat stora mängder arabiska mynt vilket indikerar att platsen varit en viktig del i det skandinaviska handelsnätet.
Timerjovo beboddes först av en blandning av nordiska handelsmän och lokala grupper under 800-talet. Denna datering bygger på tre stora depåfynd av dirhammynt som gjorts sedan 1960-talet. Många av mynten uppvisar också runinskrifter.